# Spořice
Spořice – miejscowość i gmina (obec) w Czechach, w kraju usteckim, w powiecie Chomutov. W 2022 roku liczyła 1521 mieszkańców.